# ROFC Stockel
ROFC Stockel is een Belgische voetbalclub uit Stokkel. De club is aangesloten bij de KBVB met stamnummer 3031 en heeft groen en wit als clubkleuren.

## Geschiedenis
De club kende zijn oorsprong in de jaren 30, toen de Stokkelse afdeling van de jongerenbeweging KAJ een voetbalploeg oprichtte. Stokkel bevond zich toen nog grotendeels in het Vlaamse platteland aan de Brusselse stadsrand. Men speelde in het Bos van Stokkel, nabij het Vierarmenkruispunt.
In 1941 sloot men zich uiteindelijk aan bij de Belgische Voetbalbond als Groen-Wit Stokkel FC, en men kreeg stamnummer 3031 toegekend. Men trad vanaf 1941/42 in competitie, maar omdat het terrein niet voldeed, speelde men de thuiswedstrijden op het terrein van FC Wezembeek. Het volgende seizoen speelde men op een terrein van White Star AC en behaalde men al voor het eerst een titel.
In 1946 nam men een nieuw terrein aan de Langestraat in gebruik. In 1952 ging men spelen op een nieuw gemeentelijk voetbalterrein aan de De Hinnisdaellaan. Stokkel deelde het terrein met Olympic Etterbeek. In 1959 speelde Stokkel in Derde Provinciale en zakte Etterbeek van Tweede naar Derde Provinciale en beide clubs besloten te fusioneren. De fusieclub werd Olympic FC Stockel genoemd.
In 1975 moest de club zijn terrein aan de De Hinnisdaellaan verlaten, toen dat plaats moest ruimen voor het winkelcentrum Stockel Square en het metrostation Stokkel. De club moest de volgende jaren op andere terreinen in de gemeente gaan spelen, tot men in 1984 het nieuwe terrein "Club House" aan de Stokkelsesteenweg in gebruik nam.
In 1990 werd het naburige FC Kelle opgeslorpt. Na jaren in Derde Provinciale zakte Stockel 
in 1998 weer eens naar Vierde Provinciale, het allerlaagste niveau. 
In 2003 kreeg het terrein van Club House kunstgras. Stockel wist terug te keren naar Derde Provinciale, waar men uiteindelijk in 2009 kampioen werd en nog eens promoveerde naar Tweede Provinciale. 
In 2014 werd ROFC Stockel kampioen in Tweede Provinciale en promoveerde zo naar Eerste Provinciale, het hoogste provinciale niveau.
In 2024, na een sprong naar Divisie 3 Amateurs ACFF een paar jaar eerder, herstructureerde ROFC Stockel onder leiding van de nieuwe voorzitter (Christian Neirinck) en de nieuwe voorzitster (Corina Giosu) met de hulp van hun gloednieuwe Comité.

## Resultaten
| Seizoen | Klasse | Klasse | Klasse | Klasse | Klasse | Klasse | Klasse | Klasse | Klasse | Reeks                                                    | Punten                                                   | Opmerkingen                                              |
|         | I      | I      | II     | III    | IV     | P.I    | P.II   | P.III  | P.IV   |                                                          |                                                          |                                                          |
| ------- | ------ | ------ | ------ | ------ | ------ | ------ | ------ | ------ | ------ | -------------------------------------------------------- | -------------------------------------------------------- | -------------------------------------------------------- |
| 2010/11 |        |        |        |        |        |        | 3      |        |        | Tweede prov. Brab A                                      | 61                                                       |                                                          |
| 2011/12 |        |        |        |        |        |        | 5      |        |        | Tweede prov. Brab A                                      | 47                                                       |                                                          |
| 2012/13 |        |        |        |        |        |        | 8      |        |        | Tweede prov. Brab A                                      | 42                                                       |                                                          |
| 2013/14 |        |        |        |        |        |        | 1      |        |        | Tweede prov. Brab A                                      | 67                                                       | Kampioen                                                 |
| 2014/15 |        |        |        |        |        | 2      |        |        |        | Eerste prov. Brab                                        | 58                                                       |                                                          |
| 2015/16 |        |        |        |        |        | 10     |        |        |        | Eerste prov. Brab                                        | 36                                                       |                                                          |
|         | 1A     | 1B     | 1Am    | 2Am    | 3Am    | P.I    | P.II   | P.III  | P.IV   | Vanaf 2016-17 zijn er 3 nationale en 2 regionale niveaus | Vanaf 2016-17 zijn er 3 nationale en 2 regionale niveaus | Vanaf 2016-17 zijn er 3 nationale en 2 regionale niveaus |
| 2016/17 |        |        |        |        |        | 13     |        |        |        | Eerste prov. Brab                                        | 31                                                       |                                                          |
| 2017/18 |        |        |        |        |        | 3      |        |        |        | Eerste prov. W.Brab                                      | 44                                                       |                                                          |
| 2018/19 |        |        |        |        | 15     |        |        |        |        | Derde klasse Am.                                         | 23                                                       |                                                          |
| 2019/20 |        |        |        |        |        | 2      |        |        |        | Eerste prov. W.Brab                                      | 46                                                       |                                                          |
| 2020/21 |        |        |        |        | -      |        |        |        |        | Derde afdeling ACFF A                                    | -                                                        | Competitie geschrapt wegens Covid-19                     |
| 2021/22 |        |        |        |        | 15     |        |        |        |        | Derde afdeling ACFF A                                    | 10                                                       | Degradatie                                               |
| 2022/23 |        |        |        |        |        | 16     |        |        |        | Eerste prov. W.Brab                                      | 19                                                       | Degradatie                                               |
| 2023/24 |        |        |        |        |        |        | 3      |        |        | Tweede prov. W.Brab A                                    | 59                                                       |                                                          |
| 2024/25 |        |        |        |        |        |        | 3      |        |        | Tweede prov. W.Brab A                                    | 61                                                       |                                                          |
| 2025/26 |        |        |        |        |        |        |        |        |        | Tweede prov. W.Brab A                                    |                                                          |                                                          |

## Bekende spelers
- Stavros Glouftsis
- Isaac Mbenza (jeugd)
- Marc Wuyts (jeugd)